# Forêts tempérées de Nouvelle-Zélande occidentale
Localisation
Les forêts tempérées de Nouvelle-Zélande occidentale forment une écorégion définie par le fonds mondial pour la Nature (WWF). Elle couvre une bande côtière dans la région de West Coast à l'ouest de l'île du sud, en Nouvelle-Zélande. Elle appartient à l'écozone australasienne et au biome des forêts tempérées décidues et mixtes. 

## Protection
Plus de 80% de l'écorégion sont couverts par des aires protégées, comme le parc national de Westland Tai Poutini (1 175 km2).